# Ritterlöh
Ritterlöh ist eine Hofschaft von Wipperfürth im Oberbergischen Kreis im Regierungsbezirk Köln in Nordrhein-Westfalen (Deutschland).

## Lage und Beschreibung
Die Hofschaft liegt im Nordosten von Wipperfürth am nördlichen Ortsrand des Dorfes Kreuzberg. Nachbarorte sind Kreuzberg, Hackenberg, Forste und Halkenberg. In der Hofschaft entspringt der in die Neye mündende Bach Ritterlöh.
Politisch wird der Ort durch den Direktkandidaten des Wahlbezirks 11 (110) Kreuzberg im Rat der Stadt Wipperfürth vertreten.

## Geschichte
1548 wird Ritterlöh unter der Bezeichnung „tho Loy“ in den Listen der bergischen Spann- und Schüppendienste genannt. Die Karte Topographia Ducatus Montani aus dem Jahre 1715 zeigt einen Hof und bezeichnet diesen mit „zum Löh“.
Nachgewiesen ist im Westen des Ortes eine von Wuppertal-Elberfeld bis nach Marienheide-Krommenohl verlaufende Landwehrlinie. Diese Bergische Landwehr sicherte das Bergische Territorium vor Einfällen aus dem Märkischen.
Bei Ritterlöh 8 ist eine Wegekreuz aus dem Jahr 1858 aufgestellt, das ein eingetragenes Baudenkmal ist.

## Busverbindungen
Über die im Nachbarort Kreuzberg gelegene Bushaltestelle Kreuzberg der Linie 338 (VRS/OVAG) ist eine Anbindung an den öffentlichen Personennahverkehr gegeben.

## Wanderwege
Der vom SGV ausgeschilderte Rundwanderweg A2 führt durch die Hofschaft.

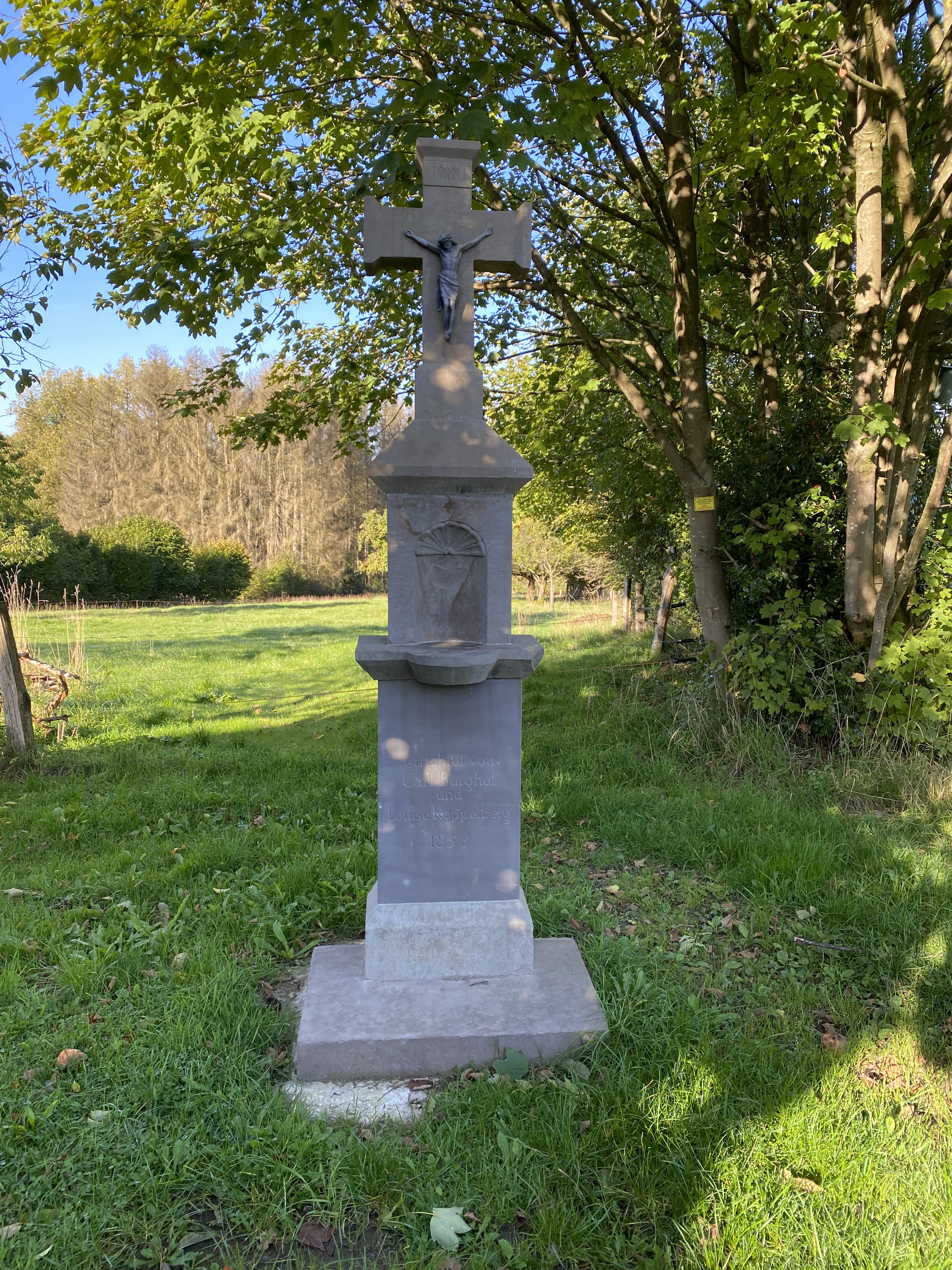
Baudenkmal Wegekreuz in Ritterlöh
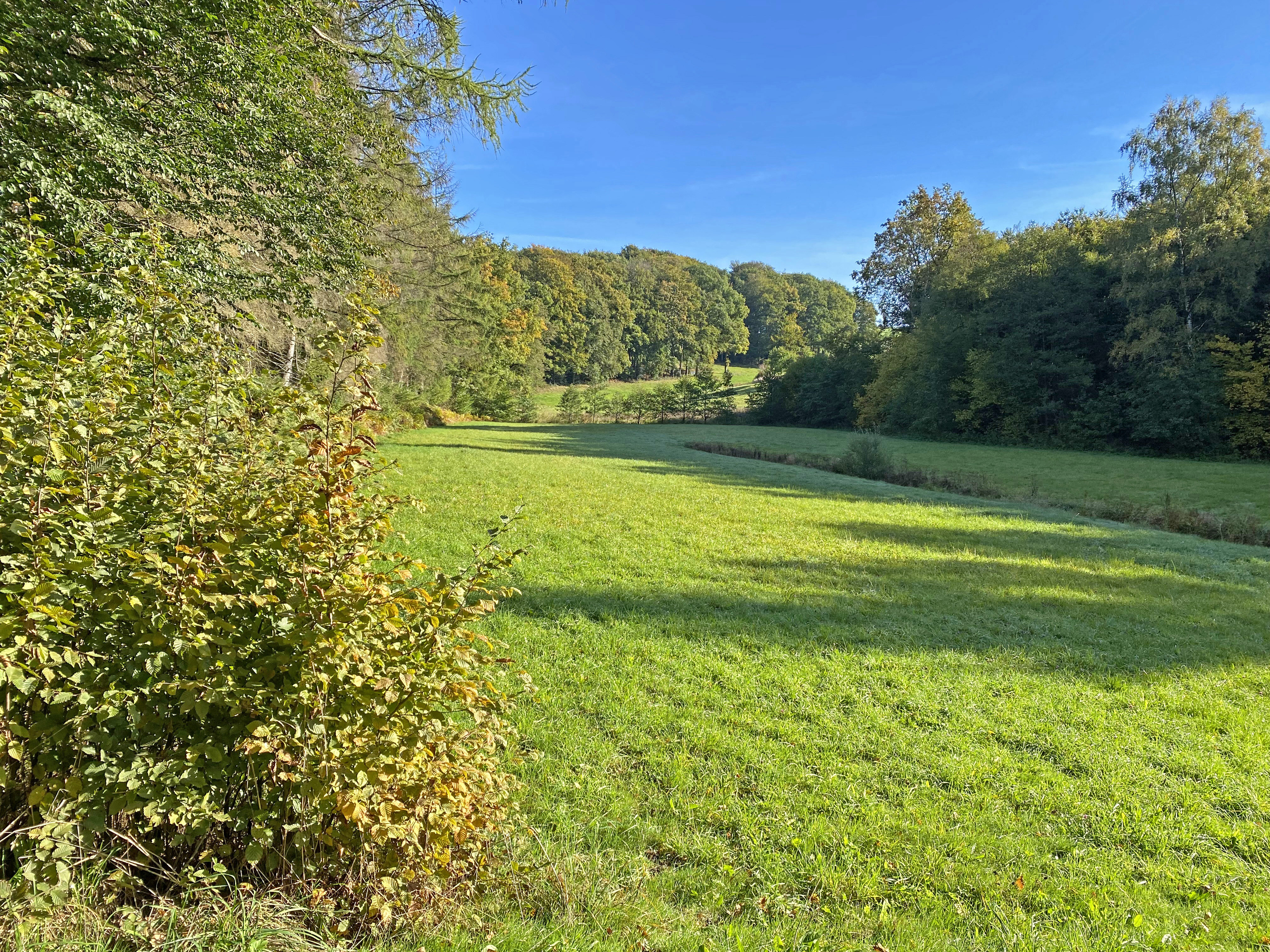
Aue der Neye I abei Ritterlöh (NSG)